# Les Griffes d'or
Les Griffes d'or est une mélodie de la compositrice Augusta Holmès écrite en 1889.

## Composition
Augusta Holmès compose cette mélodie en 1889 sur un poème écrit par elle-même. La partition est dédiée à Mme Édouard Colonne. La tonalité originale est en la  majeur, pour voix de contralto. La mélodie a été traduite en anglais par le compositeur anglais Clifton Bingham sous le titre In thy Golden claws. Elle a été éditée aux éditions Léon Grus.

## Poème
« Thou hast held my heart in thy claws of gold

And my life is bound by thy golden hair

O desire unkind of a heart so fair !

Thou hast crushed my heart in thy claws of gold

And thy flashing eyes fill me with desire

To lose ever more my soul in the fire

Of the Paradise that I there behold !

Thou hast pierced my heart with thy golden claws,

And within the wound, as my lifeblood drains

Thy disdain, acute as a bite that pains

Pours passionate poison that burns and gnaws !

But I fain would die in thy claws of gold,

Leaving thee the pang of the cruel play

As you crush the heart that your white hands hold,

Like a fruit that you bruise, and destroying your prey

That is drowned and in Death faints away !

Yes I took thy heart in my claws of gold,

In my golden hair is thy spirit bound,

But a treasure rare thy reward shall be !

I have crushed thy heart 'neath my claws of gold

But a new delight has thy being found,

In the tender hope and the joy profound

Of the Paradise that I offer thee !

With my claws of gold have I pierced thy heart,

But in ev'ry wound a star shineth bright

And the voice, that cries at my cruel bite

Is sweet as a song, bidding Death depart !

If thou fain wouldst die in my claws of gold,

Such a dream of love thy spirit shall sway

Yes, the heart indeed in my hands I hold,

Like a fruit that I bruise but I give to my prey

A delight to pass not away !— Clifton Bingham, In thy Golden claws
 »
« Tu m'as pris le cœur dans tes griffes d'or

Et tes cheveux d'or ont lié ma vie…

Ô désir si cruel d'un cruel trésor !

Tu broyas mon cœur sous tes griffes d'or,

Et tes fauves yeux m'ont donné l'envie

De perdre à jamais mon âme asservie

Dans l'Enfer divin qui me fuit encor !

Tu perças mon cœur de tes griffes d'or,

Et mon sang ruisselle,

Et dans ma blessure,

Ton dédain aigu, comme une morsure,

Infiltre un venin qui lancine et mord !

Mais je veux mourir sous tes griffes d'or,

Te laissant goûter cette affreuse joie

D'écraser mon cœur dans tes mains de soie

Comme un fruit que l'on broie

En déchirant ta proie

Qui défaille et se noie

Dans la mort ! »

Oui, j'ai pris ton cœur dans mes griffes d'or

Et mes cheveux d'or ont lié ta vie,

Mais je t'ai promis un divin trésor !

J'ai broyé ton cœur sous mes griffes d'or…

Mais je t'ai fait l'âme à jamais ravie

Par le cher espoir et l'ardente envie

De l'Enfer divin que je t'offre encor !

J'ai percé ton cœur de mes griffes d'or,

Mais un astre a lui dans chaque blessure…

Et ta voix qui pleure de ma morsure,

S'est plainte en des chants qui vaincront la mort !

Si tu veux mourir sous mes griffes d'or,

Tu sauras l'extase où l'âme se noie !

Oui, ton cœur sera dans mes mains de soie

Comme un fruit que l'on broie

Mais je donne à ma proie

Le rêve d'une joie

Sans remord !— Augusta Holmès, Berceuse
 »

## Réception
Les Griffes d'or sont parmi les plus célèbres mélodies d'Augusta Holmès et ont souvent été jouées, interprétées par exemple par Mlle Ch. Requier, Mlle L. Chapeau ou encore Mme d'Angeville. Eugénie Vergin elle-même a interprété cette mélodie qui lui est dédiée, et ce à plusieurs reprises.